# Fyn
Fyn (gl. stavemåde Fyen, latin: Fionia), er Danmarks tredjestørste ø og har et areal på 3.099 km², mens indbyggertallet er 469.947. Fyn er omgivet af det Sydfynske Øhav, Lillebælt, Kattegat, Storebælt og Lundeborgbæltet. Omkring Fyn ligger Langeland, Thurø, Tåsinge, Æbelø, Ærø, Strynø samt cirka 90 andre småøer. Det højeste punkt på Fyn er Frøbjerg Bavnehøj på 131 meter.
Indbyggerne på Fyn kaldes fynboer. I historien beskrives fynboerne som hyggelige, letlevende og muntre.

## Historie
Fyns historie har været kendetegnet af den rige landbrugsjord, de mange købstæder og rollen som trafikknudepunkt. Derudover er Fyn det sted i Danmark med flest herregårde.
Mange af de ældre landsbyer er velbevarede.
Tidligere var Fyn et selvstændigt amt, men med kommunalreformen i 2007 blev Fyn en del af Region Syddanmark.

## Største byer
Øens største byer ordnet efter indbyggertal (pr. 2025):
- Odense: 185.480 *
- Svendborg: 27.616 *
- Nyborg: 17.990 *
- Middelfart: 16.749 *
- Ringe: 6.822
- Faaborg: 6.763 *
- Kerteminde: 6.128 *
- Assens: 5.952 *
- Bellinge: 5.877
- Munkebo: 5.423
- Strib: 5.280
- Otterup: 5.263
- Langeskov: 4.456
- Årslev: 4.447
- Bogense: 4.019 *
- Søndersø: 3.327
- Glamsbjerg: 3.322
- Vissenbjerg: 3.251
- Aarup: 3.237
- Nørre Aaby: 3.196

Byer markeret med * er købstæder.

## Fynske dialekter
Fynsk er en fællesbetegnelse for de dialekter af dansk, der tales på Fyn og nærliggende øer. Der skelnes normalt mellem mindst fire dialekter på selve Fyn: Øst-, nord-, syd- og vestfynsk – samt desuden tåsingsk, ærøsk og langelandsk. Vestfynsk kan desuden opdeles i nordvest- og sydvestfynsk. Men der er – eller har været – stor lokal varians inden for hovedgrupperne selv inden for kort afstand, f.eks. mellem enkelte landsbyer. De fynske dialekter udgør sammen med dialekterne på Sjælland og Lolland-Falster de såkaldte ømål.
På Fyn – og de omliggende øer – indeholder dialekterne endnu tre grammatiske køn: Han-, hun- og intetkøn. Dette gælder også dialekterne lollandsk og falstersk, hvad formentligt skyldes, at fynsk historisk har øvet indflydelse på lollandsk og falstersk, idet Odense fra middelalderen og frem til 1803 var bispesæde og administrativt centrum for Lolland-Falster. Til sammenligning indeholder rigsdansk kun to grammatiske køn: Fælles- og intetkøn.
Hankønsartiklen i ubestemt form er ei, og endelsen i bestemt form er -i: Ei mar, mar'i, ei post, posti, ei vogn, vogni, ei ovn, ovni, ei kat, katti, ei mån*, måni (mand, post, vogn, ovn, kat, måne) osv. Afhængigt af stødgrænsen er der stød eller ikke i visse af ordene.